# Embaixada do Equador em Londres
A embaixada do Equador em Londres está localizada em edifício de tijolos vermelhos em Hans Crescent no Knightsbridge área de Londres, Inglaterra. O embaixador equatoriano é Ana Albán Mora.
A partir de agosto 2012, Julian Assange virou residente na embaixada, depois de inicialmente entrar nela em 19 de junho reivindicando asilo político, que foi finalmente concedido pelo governo equatoriano em 16 de agosto.
Em 11 de abril de 2019, Assange foi preso pela Polícia Metropolitana de Londres que foram convidados a entrar pelas autoridades Equatorianas, que o prenderam em conexão por não ter se rendido para a corte em julho de 2012 para ser extraditado à Suécia.
Numa declaração feita pouco depois, o presidente equatoriano Lenín Moreno disse que o Equador terminou o asilo de Assange após ter repetidamente violado as convenções internacionais sobre interferência doméstica.